# Éles csiga
Az éles csiga vagy karimás tányércsiga (Planorbis planorbis) Eurázsia északi részén elterjedt, tüdővel lélegző vízicsigafaj. 

## Megjelenése
A csigaház lapos korongszerű, 3–4 mm magas, 12–21 mm széles, 5-6 fokozatosan, lassan kiszélesedő kanyarulatból áll. A ház balra csavarodik, a kanyarulatok a felső oldalon domborúak, alul laposak. Az utolsó kanyarulat külső oldalán, alul, jól kivehető él, taraj fut körbe. A csigaház színe sárgás szaruszínű vagy vöröses. Az állat fekete-vörösesfekete, hengeres tapogatói hosszúak, kis fekete szemei a tapogatók tövében ülnek. Vére piros. 

## Elterjedése
Az éles csiga Eurázsia mérsékelt övi és mediterrán vidékein honos. Megtalálható egész Európában, Észak-Afrikában, valamint Oroszországban egészen a Bajkál-tóig. Európai elterjedésének északi határa Oslo környékén van. Svájcban 1900 méter magasságig megtalálható. Magyarországon az egyik leggyakoribb vízicsiga, főleg a sík- és dombvidékek vizeinek lakója. Európai populációjának létszáma lassú csökkenést mutat, de ezt részben ellensúlyozza az új élőhelyek meghódítása. Észak-Afrikában az éghajlat melegedésével fokozatosan északra húzódik.

## Életmódja
Az éles csiga az iszapos aljzatú, növényzettel jól benőtt, kisebb-nagyobb, lassú folyású vagy állóvizeket kedveli. Előfordul időnként kiszáradó tavacskákban, árkokban, csatornákban is. Az erős vízmozgást nem bírja. Nem kopoltyúval lélegzik, hanem időnként a víz felszínére úszva köpenyüregébe levegőt szív. A víz sótartalmát 0,4%-ig viseli el, a pH 6,6-6,9 között, a hőmérséklet pedig 19 °C az optimális számára. Helyenként 100 példány is él négyzetméterenként.
Hermafroditák, de az önmegtermékenyítés nem jár utódokkal. Szaporodási ideje (Franciaországban) április és július közé esik, a párosodás után 6 nappal 8-10 petecsomagot (3-30 petével) raknak le. A peték 20 °C-on 11-14 nap múlva kelnek ki. Élettartamuk 3-11 év.
Az éles csiga több mételyfajnak (pld Echinoparyphium recurvatum) is köztesgazdája lehet.
Magyarországon nem védett.

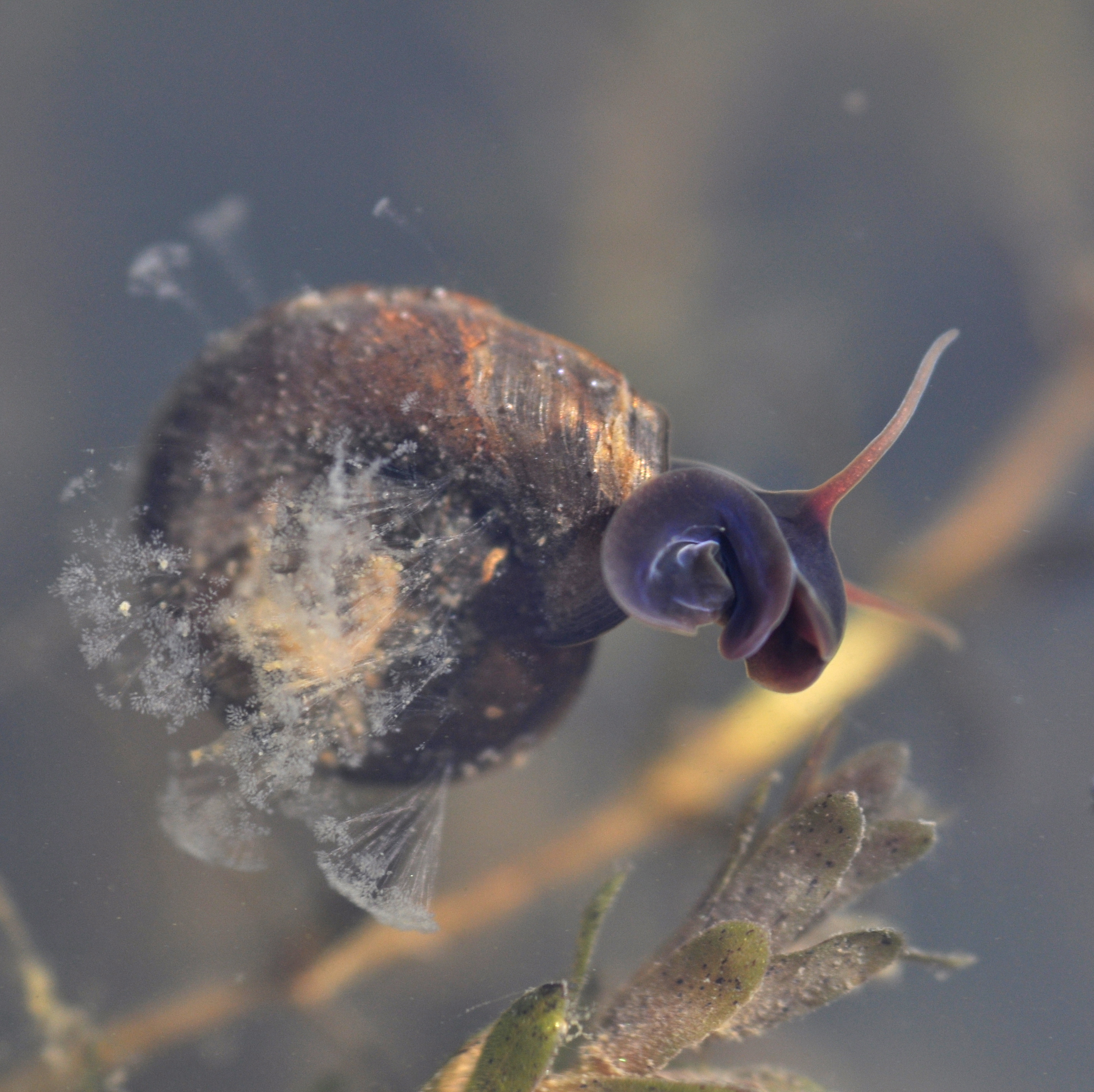
Úszó éles csiga
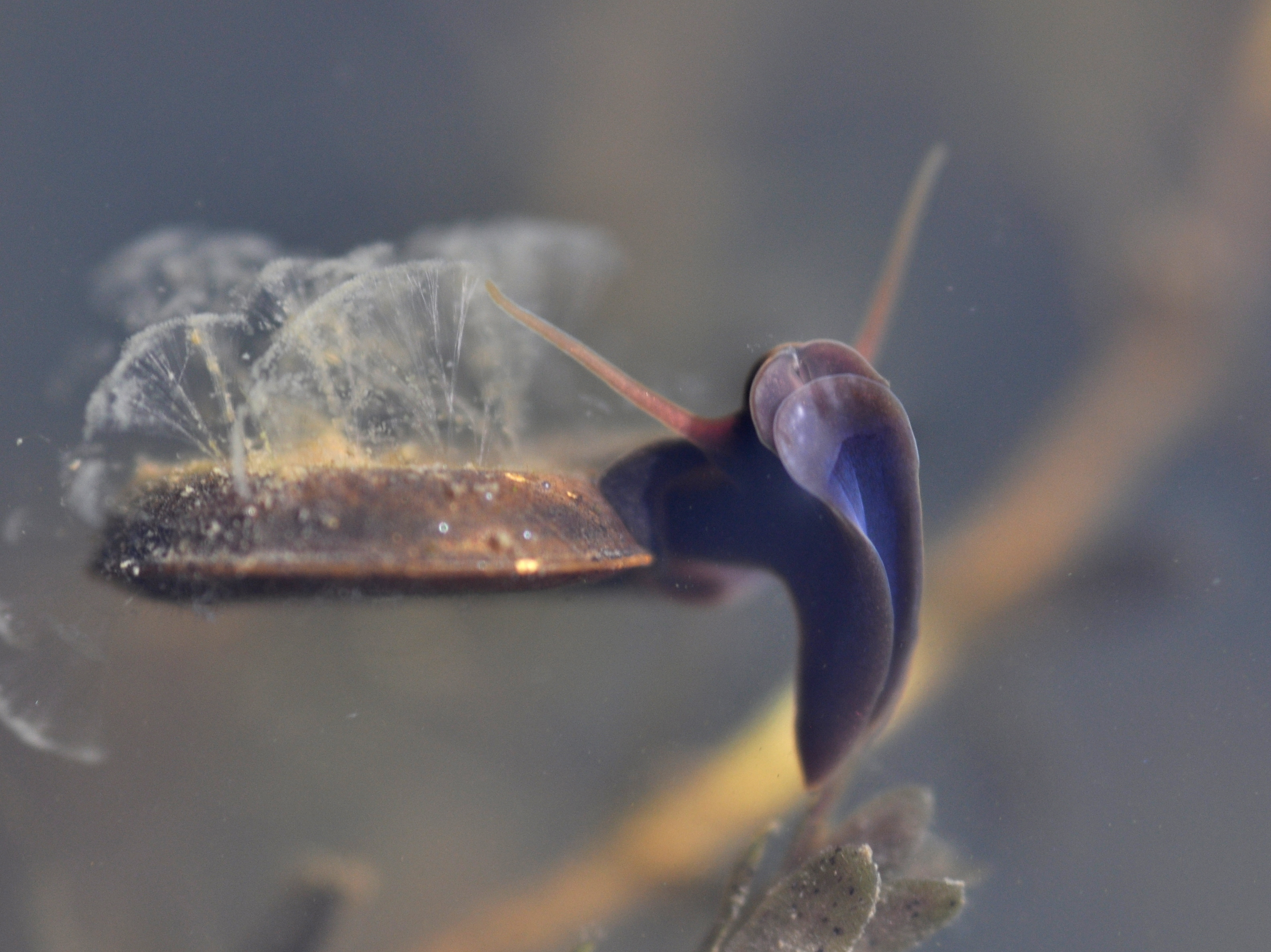
Jól látható a ház lapossága
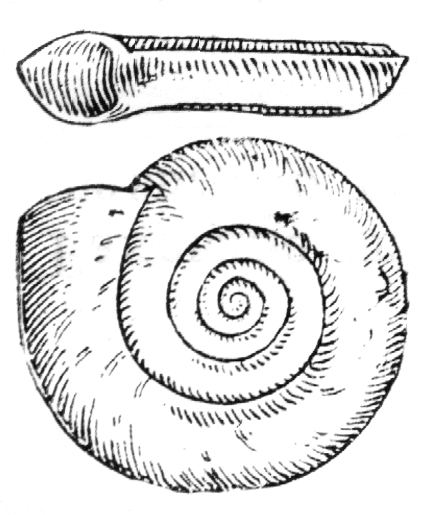
A csigaház rajza